# Entgelttransparenzgesetz
Das Gesetz zur Förderung der Transparenz von Entgeltstrukturen – Entgelttransparenzgesetz (EntgTranspG) soll das Gebot des gleichen Entgelts für Frauen und Männer bei gleicher oder gleichwertiger Arbeit durchsetzen und ist seit dem 6. Juli 2017 in Kraft. Besonders für dieses Gesetz eingesetzt hat sich die damalige Bundesministerin für Familie, Senioren, Frauen und Jugend, Manuela Schwesig.

## Inhalt des Gesetzes
Das Gesetz verbietet bei gleicher oder gleichwertiger Arbeit ausdrücklich die unmittelbare oder mittelbare Benachteiligung wegen des Geschlechts im Hinblick auf sämtliche Entgeltbestandteile und Entgeltbedingungen (§ 3 Abs. 1 EntgTranspG). Es verbietet zudem, für gleiche oder für gleichwertige Arbeit wegen des Geschlechts der oder des Beschäftigten ein geringeres Entgelt zu vereinbaren oder zu zahlen als bei einer oder einem Beschäftigten des anderen Geschlechts (Entgeltgleichheitsgebot, § 7 EntgTranspG).
Es ergänzt insoweit das Allgemeine Gleichbehandlungsgesetz, das bereits 2006 in Kraft getreten ist. Zur Durchsetzung dieser Verbote sind im EntgTranspG verschiedene Instrumente vorgegeben:

### Individueller Auskunftsanspruch
Arbeitgeber mit mehr als 200 Beschäftigten müssen diesen auf deren Anfrage darlegen, nach welchen Kriterien sie bezahlt werden (§§ 10 – 16). Dieser Anspruch kann seit dem 6. Januar 2018 gestellt werden. Beschäftigte tarifgebundener und tarifanwendender Arbeitgeber wenden sich für ihr Auskunftsverlangen an den Betriebsrat (§ 14), Beschäftigte nicht tarifgebundener oder nicht tarifanwendender Arbeitgeber wenden sich dabei an den Arbeitgeber (§ 15). Der Anspruch besteht jedoch nur, wenn es im Unternehmen mindestens sechs Mitarbeiter gibt, die vergleichbare Positionen haben.
Für den Fall, dass eine unmittelbare oder mittelbare Benachteiligung aufgrund des Geschlechts vorlag, kann das zu wenig gezahlte Entgelt rückwirkend verlangt werden.

### Betriebliche Verfahren zur Überprüfung und Herstellung von Entgeltgleichheit
Private Arbeitgeber mit mehr als 500 Beschäftigten sind aufgefordert, regelmäßig ihre Entgeltstrukturen und deren Anwendung auf die Einhaltung der Entgeltgleichheit zu überprüfen (§§ 17 – 20).

### Berichtspflichten für Arbeitgeber
Arbeitgeber mit in der Regel mehr als 500 Beschäftigten, die nach dem Handelsgesetzbuch verpflichtet sind, einen Lagebericht zu erstellen, müssen einen Bericht zur Gleichstellung und Entgeltgleichheit erstellen. In diesem sollen sie ihre Maßnahmen zur Förderung der Gleichstellung von Frauen und Männern und deren Wirkungen sowie ihre Maßnahmen zur Herstellung von Entgeltgleichheit für Frauen und Männer aufführen (§§ 21 und 22).

## Gesetzgebungsverfahren
Im Koalitionsvertrag der 18. Wahlperiode des Bundestages hatten sich CDU, CSU und SPD zunächst auf einen Schwellwert von 500 Beschäftigten für den Auskunftsanspruch über die Kriterien der Bezahlung geeinigt. Nach der Forderung von der Bundesministerin für Familie, Senioren, Frauen und Jugend Manuela Schwesig den Anspruch auf Unternehmen mit mindestens 6 Beschäftigten auszuweiten, einigte sich das Bundeskabinett nach längerer Diskussion am 11. Januar 2017 auf einen Schwellwert von 200 Beschäftigten für den Auskunftsanspruch, der Wert von 500 Beschäftigten aus dem Koalitionsvertrag wurde jedoch für die Berichtspflichten von Arbeitgebern übernommen.
Am 30. März 2017 verabschiedete der Bundestag das Gesetz mit den Stimmen der Fraktionen der Großen Koalition gegen die Stimmen der Grünen bei Enthaltung der Linken.

## Kritik
Bei der öffentlichen Anhörung des Familienausschusses kritisierte der Deutsche Gewerkschaftsbund das fehlende Verbandsklagerecht im Fall von Lohndiskriminierungen. Es sei zwar zu begrüßen, dass in Betrieben mit mehr als 200 Beschäftigten ein individuelles Auskunftsrecht eingeführt werde, allerdings müssten Frauen mit beruflichen Benachteiligungen rechnen, wenn sie ihren Arbeitgeber im Alleingang verklagten. Neben dem DGB kritisierte der Deutsche Juristinnenbund, dass die geplanten Engeltüberprüfungsverfahren nur in Betrieben mit mehr als 500 Beschäftigten und auf freiwilliger Basis erfolgen sollen und diese freiwilligen Verfahren auch in der Vergangenheit schon nicht zu Erfolgen führten.
Die Grünen kritisierten die Schwellwerte von 200 bzw. 500 Beschäftigten und forderten, die Entgeltgleichheit auf alle Betriebe auszuweiten. Weiterhin bemängelten sie das fehlende Verbandsklagerecht für Gewerkschaften. Die Linke kritisierte zudem, dass die vorgesehenen Engeltüberprüfungsverfahren nicht verpflichtend sind.
Die Bundesvereinigung der Deutschen Arbeitgeberverbände kritisierte das Gesetz als zu bürokratisch und behauptete, dass das Ziel, bessere Karrierechancen für Frauen zu schaffen, verfehlt werde.
Alexander Hagelüken und Thomas Öchsner recherchierten im Auftrag der Süddeutschen Zeitung im Mai 2018 zu Erfahrungen mit dem Gesetz. In Betrieben, in denen die Gehaltsanfragen nicht über den Betriebsrat, sondern über den Arbeitgeber liefen, fragten aus Angst vor Nachteilen besonders wenige Angestellte nach; aber auch sonst werde das Gesetz bislang kaum genutzt. Es werde lediglich der wenig aussagekräftige Median mitgeteilt; der Arbeitgeber zähle für jeden Mitarbeiter in der Vergleichsgruppe Grundgehalt und weitere Entgeltbestandteile zusammen, erstelle eine Rangliste und teile dem Arbeitnehmer als Vergleichswert nur das Gehalt mit, das genau in der Mitte liege. Außerdem werden von den oft zahlreichen Zusatzleistungen wie Dienstwagen oder Kantine nur zwei eingerechnet. Keines der befragten 20 großen Unternehmen plane grundsätzliche Korrekturen.
Die Gewerkschaft ver.di kritisiert ebenfalls die Schwellenwerte und die in der Praxis geringe Wirkung des Gesetzes. Sie fordert eine zügige Umsetzung der umfassenderen Europäischen Entgelttransparenzrichtlinie in deutsches Recht.

## Rechtsprechung
Das Bundesarbeitsgericht hat mit einer Entscheidung vom 21. Januar 2021 die Wirkung des Auskunftsanspruchs rechtlich deutlich aufgewertet. Verdient eine Arbeitnehmerin nach der Auskunft ihres Arbeitgebers weniger als der Median der vergleichbar beschäftigten männlichen Arbeitnehmer, so begründet dies, nach Ansicht des Gerichts, regelmäßig die – vom Arbeitgeber widerlegbare – Vermutung gemäß § 22 AGG, dass die Benachteiligung beim Entgelt wegen des Geschlechts erfolgt ist.